# Les Pujols
Pujols – miejscowość i gmina we Francji, w regionie Oksytania, w departamencie Ariège.
Według danych na rok 1990 gminę zamieszkiwało 470 osób, a gęstość zaludnienia wynosiła 36 osób/km² (wśród 3020 gmin regionu Midi-Pireneje Pujols plasuje się na 613. miejscu pod względem liczby ludności, natomiast pod względem powierzchni na miejscu 884.).